# Tampografía

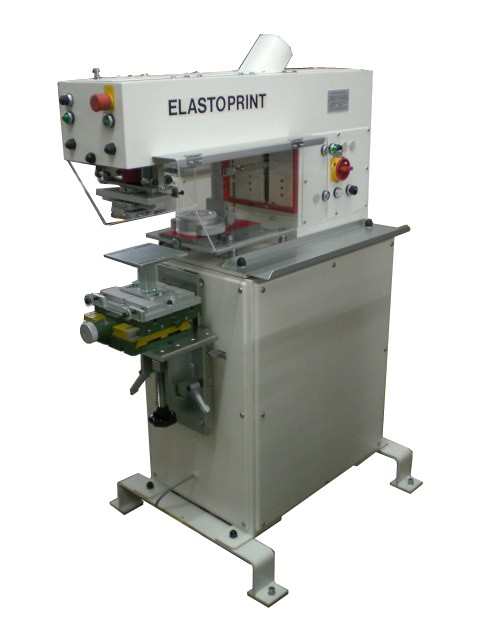
Máquina de tampografía ELASTOPRINT ELP 100 FT con tintero - impresión monocolor.

La tampografía,es un proceso de reproducción relativamente joven. Consiste en una placa metálica o plástica, revestida de una emulsión fotosensible, donde se graba la imagen por un proceso
químico, formando un huecograbado, esta placa es cubierta de tinta y barrida por una cuchilla, posteriormente un tampón de silicona presiona sobre el grabado de la placa recogiendo la tinta del huecograbado y transportándola sobre la pieza que será impresa por contacto. Este sistema es actualmente muy utilizado para el marcaje de piezas industriales y publicidad.
Los cambios físicos en la película de tinta tanto en el cliché y en la plataforma permiten salir de la zona de la imagen grabada en favor de la adhesión a la plataforma, y posteriormente la liberación de la plataforma en favor de la adhesión al sustrato (material que se está imprimiendo).
Las propiedades únicas de la almohadilla de silicona hacen que pueda recoger la imagen desde una superficie plana y su transferencia a una gran variedad de superficie (es decir, plana, cilíndrica, esférica, ángulos compuestos, texturas, superficies cóncavas, convexas).

## Historia
Aunque habían existido durante siglos ciertas formas de impresión con tampón, no fue hasta el siglo XX que esta tecnología llegó a ser adecuada para su uso generalizado. Primero se estableció en la industria relojera después de la Segunda Guerra Mundial, y a finales de los años 60 y principios de los 70 se produjeron nuevos avances, tales como almohadillas de silicona y equipos más avanzados, que hicieron el método de impresión mucho más práctico. La capacidad de imprimir sobre superficies que antes no eran imprimibles captó la imaginación de ingenieros y diseñadores, y como resultado la impresión con tampón explotó en el mercado de producción masiva.
Hoy en día, la tampografía es una tecnología bien establecida que abarca un amplio espectro de industrias y aplicaciones.

## Procesos

### Ciclo de impresión
1. Desde la posición de inicio, la copa de tinta sellada (una copa invertida que contienen tinta) se coloca sobre el área de trabajo de la plancha de impresión, cubriendo la imagen (diseño a ser transferido) y llenándola de tinta.
2. La copa de tinta se retira del área de trabajo, retirando el exceso de tinta y exponiendo la imagen grabada, que ahora está llena de tinta. La capa superior de la tinta se vuelve pegajosa tan pronto como se expone al aire, así es como la tinta se adhiere a la almohadilla de transferencia y luego al sustrato.
3. La almohadilla de transferencia se empuja sobre la plancha de impresión momentáneamente. Mientras la almohadilla se comprime, se inyecta aire, haciendo que la tinta se levante (transfiera) del área de trabajo a la almohadilla.
4. A medida que la almohadilla se levanta, la tinta dentro del diseño se levanta junto con la almohadilla. Una pequeña cantidad de tinta permanece en la plancha de impresión.
5. Al alejarse un poco más la almohadilla, la copa de tinta vuelve a cubrir el área de trabajo en la placa de impresión, llenando nuevamente el diseño de tinta preparando el mecanismo para el siguiente ciclo.
6. La almohadilla se coloca sobre el sustrato, transfiriendo la capa de tinta a la superficie final. La almohadilla se levanta finalmente del sustrato, volviendo a su posición inicial y dejando el mecanismo listo para el siguiente ciclo.

#### Open inkwell system (tecnología antigua)
Open inkwell system es el uso de un canal (inkwell) para el suministro de tinta, que se encuentra detrás de la plancha de impresión. Una barra de inundación empuja la tinta sobre el plato, y una paleta (conocida como Ductor Blade o Doctor Blade en inglés) retira el exceso de tinta de la superficie de la placa, dejando únicamente la tinta del diseño listo para que la almohadilla la recoja.

#### Sealed ink cup system (Última tecnología)
Sistemas de sellado de taza de tinta utilizan un contenedor sellado (taza de tinta) o (ink cup), que actúa como el suministro de tinta, remplaza al canal de suministro de tinta y a la paleta (Ductor Blade). Un anillo de cerámica con un borde muy pulido actúa como sello contra la plancha de impresión.

### Almohadillas de Impresión
Las almohadillas de impresión son objetos tridimensionales normalmente moldeados con caucho de silicona. Ellos funcionan como un vehículo de transferencia, recogiendo la tinta de la plancha de impresión, y transfiriéndolo a la superficie final (sustrato). Varían en forma y la dureza en función de la aplicación.
Hay tres principales grupos de formas: "almohadillas redondas", almohadillas alargadas llamadas "Almohadillas de barra", y formas diversas (cuadrada, rectangular, etc) llamado "Almohadillas de pan". Dentro de cada grupo hay tres categorías de tamaño: pequeño, mediano, y grande. También es posible diseñar de forma personalizada las almohadillas para cumplir requisitos especiales.

### Placas de imagen
Las placas de imagen se utilizan para contener la "imagen" del diseño grabado en su superficie. Su función es mantener la tinta en esta cavidad grabada, lo que permite a la almohadilla recoger la tinta con la forma del diseño, para luego transferirla al sustrato.
Hay dos tipos de materiales de plancha de impresión: fotopolímero y acero. Las planchas de fotopolímeros son los más populares, dado que son los más fáciles de utilizar. Estos se utilizan típicamente en producciones de pequeña y mediana escala. Las planchas de acero vienen en dos opciones: acero delgado para producción de mediana y larga escala, y acero grueso para producción a escala muy grande. Ambos tipos de planchas de acero son generalmente procesados por el proveedor de planchas, ya que implica el uso de equipo especializado.

### Tinta para Imprimir
La tinta se utiliza para marcar o decorar las piezas. Se presenta en familias químicas diferentes para que coincida con el tipo de material a imprimir (consulte la tabla de compatibilidad de soportes para la selección).
Las tintas de impresión son "a base de solvente" y requieren ser mezcladas con aditivos para utilizarlas. Por lo general seca al tacto en segundos, aunque el secado completo (curado) puede tomar un período mucho más largo de tiempo. Hay muchas más opciones, como las tintas que la curación es a través del uso de luz ultravioleta (tintas UV), las cuales son convenientes para ciertas aplicaciones. Las tintas UV no se curan completamente hasta que la luz UV se aplique sobre la tinta. La ventaja de estas tintas es que pueden limpiarse del sustrato en caso de que se cometa algún error (antes de aplicar la luz UV). Se puede curar con la luz UV en tan sólo 1 segundo de exposición a la luz. Esto depende de la tinta, el sustrato y el poder de la luz y espectro. Las tintas UV pueden ser reutilizadas y su vida útil es alta mientras la tinta se mantenga limpia, sin exposición a la luz UV y no se ha desglosado de la sesión. Esta misma característica hace que sea más fácil de limpiar que algunos disolventes y resinas epoxi, como parte componente de dos tintas. También hay tintas curables demasiado calor, que trabajan de forma muy parecida a la UV en el sentido de que hay un "desencadenante" para curar a su conveniencia. Dos tintas parte suelen tener un tiempo de vida útil de sólo unas pocas horas o menos. Deben ser eliminados cuando no puede ser revivido (por medio de retardadores, etc.) Opciones de tinta están disponibles en muchas formas convenientes y ahorro de tiempo, pero para algunos sustratos que tendrá que utilizar el tipo de tinta que mejor se adhiere a la superficie ..l.
Las condiciones climáticas afecten significativamente a la realización de cualquier tinta de impresión tampón, especialmente la tinta y las impresoras de estilo abierto. Demasiado seco puede conducir a la rápida evaporación de solventes que causan la tinta para espesar antes de tiempo y la humedad excesiva puede llevar a problemas de tinta de "agrupamiento" o algo por el estilo. También el clima puede afectar a otros aspectos del proceso de impresión como la tinta recogida y liberación de la placa a la almohadilla en el sustrato, así como la placa de polímero a la cháchara de la cuchilla o vinculantes, debido a la humedad. Tenga esto en cuenta a la hora de planificar la ubicación de la impresora almohadilla. Utilice cualquier calentador necesario, aire acondicionado, humidificador o deshumidificador, según sea necesario. Siempre consulte Federal, estatales y locales sobre manejo, almacenamiento y eliminación de las tintas.

### Sustrato
Sustrato es el nombre técnico utilizado para hacer frente a las piezas o materiales a imprimir, y es fundamental para que coincida con los sustratos y la serie de tinta en cuanto a su compatibilidad química. Por favor, consulte la tabla de compatibilidad de soportes para la selección de tinta adecuada. Normalmente se necesita un "accesorio" para sostener y apoyar a su sustrato con el fin de asegurar una impresión de buena calidad. Accesorios varían en los materiales y la complejidad en función de la aplicación. Uno de los ejemplos más interesantes de lo accesorio la creatividad es el uso de Lego para la impresión a corto plazo. Esto empezó en un momento eureka de inspiración cuando Cliff Rowell, un pequeño propietario de una tienda de impresión y su abuelo en Calgary, Canadá, estaba jugando con su nieto. Esta innovación ha comenzado a hacer su camino a través de la industria en los últimos años y ahorra el tiempo y el costo de la construcción de artefactos trabajo específico personalizado. Tenga en cuenta que los sustratos deben estar limpios y libres de contaminación de la superficie para permitir adherencia de la tinta adecuada.

## Procesos y técnicas
Hay dos principales técnicas utilizadas para crear una plancha de impresión. La técnica tradicional requiere una unidad de rayos UV y consiste en la exposición de fotos con los positivos de películas y químicos de grabado de una placa de fotopolímero. Una segunda técnica conocida como "Computer to Plate" requiere un grabador láser y grabado láser consiste en una placa de polímeros especializados. Aunque esta última técnica es conveniente para la impresión de corto plazo que tiene varias desventajas frente a los primeros.
Toma de la placa con láser es un proceso que requiere el uso de un plato muy suave, recubierto de polímero de baja calidad. Así, el ciclo de vida estándar que se puede esperar de una placa grabada con láser es bastante bajo (10 000 impresiones en la gama alta). En comparación, una placa de acero endurecido fácilmente puede durar más de 1 millón de impresiones.

## Ejemplos
- Artículos publicitarios
- Aparatos médicos (instrumentos quirúrgicos, etc)

& * Implantables en el cuerpo de artículos médicos (catéteres, lentes de contacto,
etc)
- Logos de bolas de golf / gráficos
- Diseños decorativos o gráficos que aparecen en Hot Wheels, Matchbox

o coches a escala
- Piezas de automóviles (a su vez los indicadores de la señal, los controles del panel, etc)
- Cartas de los teclados de ordenador y las teclas de la calculadora
- TV y monitores de ordenador
- Etiquetas de identificación y números de serie para muchas aplicaciones